# Slutjaj v kvadrate 36-80
Slutjaj v kvadrate 36-80 (russisk: Случай в квадрате 36-80) er en sovjetisk spillefilm fra 1982 af Mikhail Tumanisjvili.